# Sonne in der Nacht (Album)
Sonne in der Nacht ist das 1985 bei Teldec erschienene 12. Studioalbum des deutschen Sängers Peter Maffay, der neben Peter Hauke und Peter Wagner auch als Produzent tätig wurde. Das Schallplattencover ziert ein photorealistisches Portrait von Maffey, gemalt von Gottfried Helnwein. Eine digital überarbeitete Version des Longplayers kam 2006 in den Handel.
In Deutschland und in der Schweiz erreichte Sonne in der Nacht jeweils die Spitzenposition der Albumcharts. Der ausgekoppelte Titelsong stieg in Deutschland bis auf Platz 38 der Single-Hitparade und auf Platz vier der Airplaycharts. Auch Ein Wort bricht das Schweigen wurde zum Radiohit und kletterte Anfang 1986 in der entsprechenden Hitliste auf Position 17.

## Titelliste
1. Diese Sucht, die Leben heißt (5:06) (mit den Berliner Philharmonikern)
2. Das Zeichen auf der Stirn (3:53)
3. Hunger nach dem Leben (4:07)
4. Ich geh' unter (3:47)
5. Hey, Himmelstor (3:28)
6. Alter Mann (4:31)
7. Sonne in der Nacht (5:56)
8. Ein Wort bricht das Schweigen (4:08)
9. Auf Sand gebaut (4:39)
10. Zweimal täglich (3:06)
11. Der andere Mann (4:06)
12. Für immer (3:00)

2006 Digitally Remastered Rerelease von Sony Music
1. Alles nur Kino (4:23)
2. Zu spät (3:59)
3. „Sonne in der Nacht“ Audiothek-Interview (11:42)

## Beteiligte Studiomusiker
- Steffi Stephan – Bass
- Bertram Engel – Schlagzeug
- Frank Diez – Gitarre
- Johan Daansen – Gitarre
- Jean-Jacques Kravetz – Keyboard
- Thomas Glanz – Keyboard
- Eddie Taylor – Saxofon

## Sonstiges
- Im Booklet der Audiokassette (MC) sind die Texte der enthaltenen Lieder zu finden.